# Calcogen
Calcogen és el nom que reben els elements químics del grup 16 de la taula periòdica, constituït per: oxigen (O), sofre (S), seleni (Se), tel·luri (Te), poloni (Po) i livermori (Lv). La configuració electrònica de la seva capa de valència és ns² np4. Aquest grup també era anomenat amb el terme obsolet amfigen.
| Grup    | 16     |
| Període |        |
| 2       | 8 O    |
| 3       | 16 S   |
| 4       | 34 Se  |
| 5       | 52 Te  |
| 6       | 84 Po  |
| 7       | 116 Lv |

El nom del grup fou proposat pels químics alemanys Wilhelm Blitz (1877-1943) i el seu company Werner Fischer (1902-2001) de l'Institut de Química Inorgànica de la Universitat de Hannover, Baixa Saxònia, Alemanya, el 1932. El terme «calcogen» es deriva dels mots grecs χαλκός, khalkos, 'coure o bronze' i γένος, génos, 'naixement, raça', que significa 'que genera', 'que produeix', ja que tots es troben en els minerals de coure. Una relació entre els tres primers membres del grup es reconegué ja el 1829; el tel·luri fou assignat el seu lloc el 1865 i el poloni es descobrí el 1898. El 2000, físics russos i nord-americans sintetitzaren el livermori, el sisè membre del grup 16, en un accelerador de partícules.

## Estat natural

### Oxigen

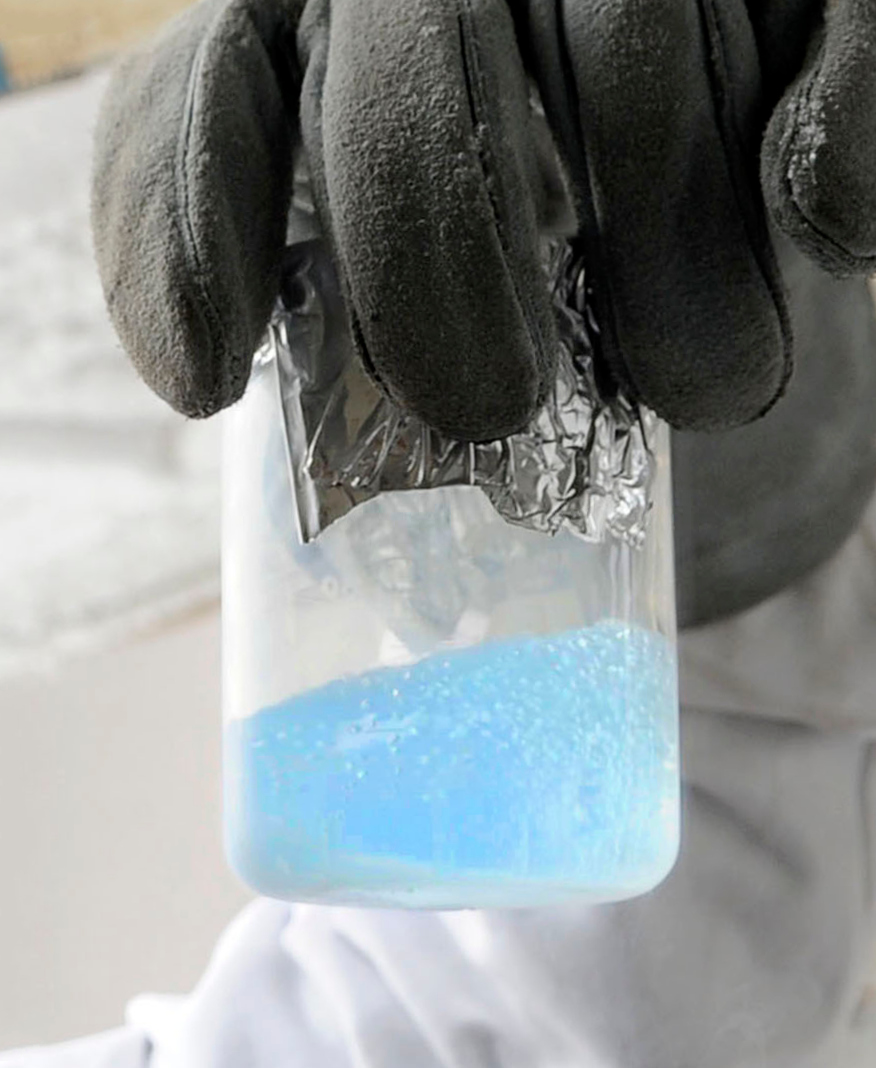
Oxigen líquid per sota dels –219 °C

Carl Wilhelm Scheele (1742-1786) farmacèutic i químic suec (tot i que d'origen alemany), descriví el descobriment de l'oxigen, produït durant els seus treballs entre 1772 i 1773, en el seu llibre Chemische Abhandlung von der Luft und dem Feuer (Tractat químic de l'aire i del foc) publicat en 1777. Tradicionalment aquest descobriment ha estat atribuït al químic angloamericà Joseph Priestley (1733-1804), qui el descobrí de manera independent en 1772, tot i que el primer que publicà un treball sobre aquest gas i li donà nom fou el químic francès Antoine L. Lavoisier (1743-1749) en 1777. Utilitzà per a això dues arrels gregues: ὀξύς, oxýs, 'àcid', literalment 'punxant', pel gust agre dels àcids, i γένος, génos, 'naixement, raça', que significa 'que genera', 'que produeix', perquè pensava que l'oxigen era un constituent indispensable dels àcids.
Les estimacions de les proporcions dels diferents tipus d’àtoms de l'Univers posen l’oxigen en quart lloc en abundància, després de l'hidrogen, l'heli i el neó, però la importància d’aquesta classificació és escassa, ja que els àtoms d’hidrogen i d’heli representen gairebé el 94 % del total. Aproximadament tres àtoms de cada 10 000 són oxigen, però com que la massa d’un àtom d’oxigen és aproximadament 16 vegades superior a la d’un àtom d’hidrogen, l’oxigen constitueix una fracció més gran de la massa de l’univers, tot i que només només el 0,5 %. Tanmateix, a pocs quilòmetres de la superfície de la Terra, l’oxigen és l'element més abundant: en massa, representa el 21 % de l'aire, el 47 % de l'escorça terrestre i el 89 % de l’aigua.
L’oxigen està representat pel símbol químic O. A l’aire, l’oxigen existeix principalment com a molècules formades cadascuna per dos àtoms {\displaystyle {\ce {O2}}}, tot i que hi ha petites quantitats d'ozó {\displaystyle {\ce {O3}}}, en què hi ha tres àtoms d’oxigen que formen cada molècula. L’oxigen és un gas incolor, inodor i insípid, essencial per als organismes vius, captat pels animals, que el converteixen en diòxid de carboni durant la respiració; les plantes, al seu torn, utilitzen el diòxid de carboni com a font de carboni i retornen l’oxigen a l’atmosfera en el procés de la fotosíntesi. L’oxigen forma compostos per reacció amb pràcticament qualsevol altre element, així com per reaccions que desplacen els elements de les seves combinacions entre si; en molts casos, aquests processos s'acompanyen de l'evolució de la calor i la llum i en aquests casos s'anomenen combustions.

### Sofre

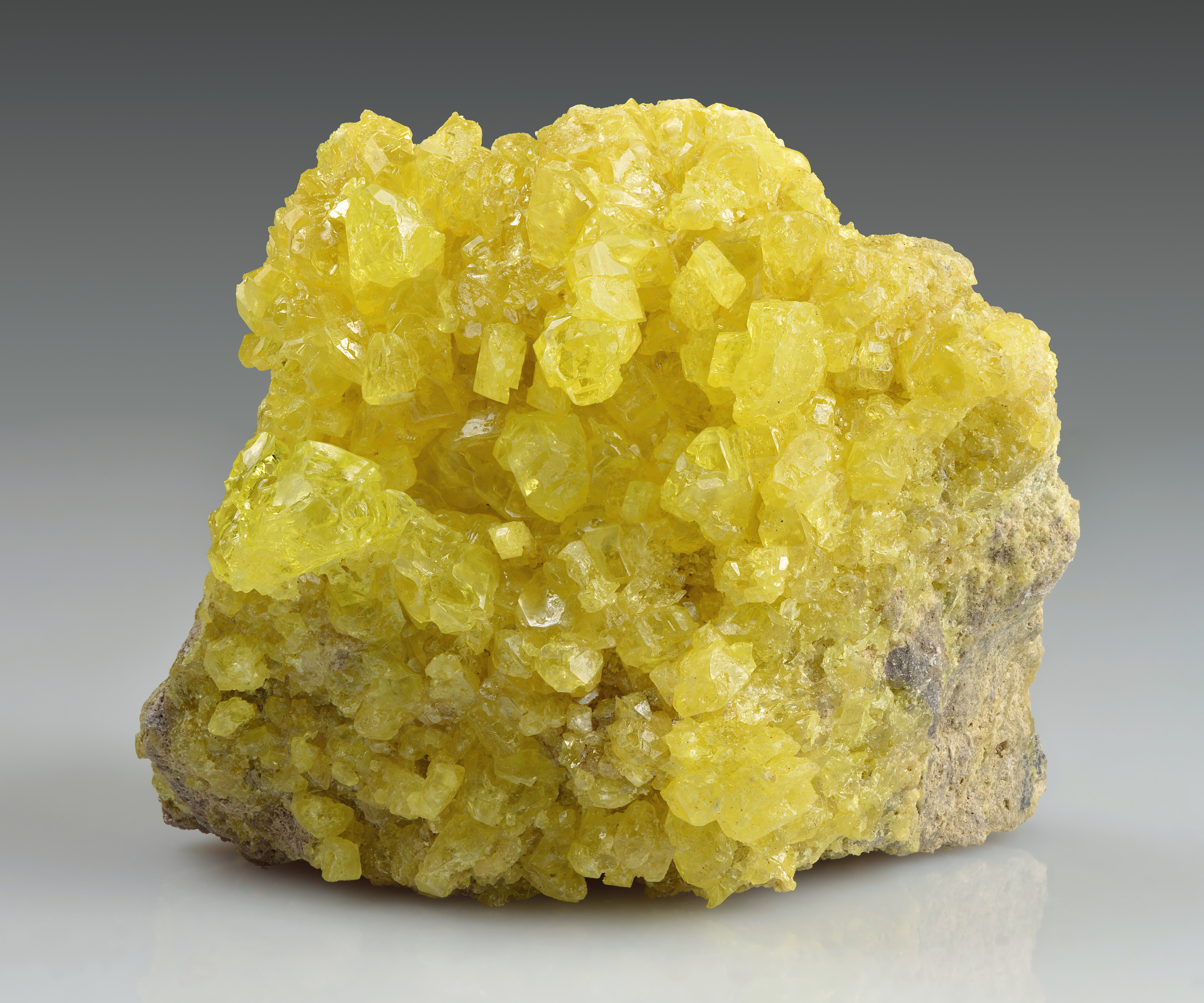
Sofre nadiu de la mina El Desierto, san Pablo de Napa, Potosí, Bolivia

El sofre és conegut des de l'antiguitat. En abundància còsmica, el sofre ocupa el novè lloc entre els elements, representant només un àtom de cada 20 000 a 30 000. El sofre es produeix en estat no combinat, així com en combinació amb altres elements en roques i minerals que estan àmpliament distribuïts, tot i que es classifica entre els constituents menors de l'escorça terrestre, en la qual s'estima que la seva proporció se situa entre el 0,03 % i el 0,06 %. A partir de la constatació que certs meteorits contenen aproximadament un 12 % de sofre, s'ha suggerit que les capes més profundes de la Terra contenen una proporció molt més gran. L’aigua de mar conté aproximadament un 0,09 % de sofre en forma de sulfat. La font més important són els dipòsits subterranis de sofre molt pur presents en estructures geològiques domèstiques on es creu que el sofre es va formar per l’acció dels bacteris sobre l’anhidrita mineral, en què el sofre es combina amb oxigen i calci. Els dipòsits de sofre a les regions volcàniques probablement es van originar a partir d’hidrogen sulfurat gasós generat per sota de la superfície de la Terra i transformat en sofre per reacció amb l’oxigen de l’aire.
El sofre existeix en condicions normals com a sòlid groc pàl·lid, cristal·lí, no metàl·lic; és inodora i insípida, combustible i insoluble en aigua. El seu símbol químic és S. Reacciona amb tots els metalls excepte l’or i el platí, formant sulfurs; també forma compostos amb diversos dels elements no metàl·lics. Cada any es produeixen diversos milions de tones de sofre, principalment per a la fabricació d’àcid sulfúric, que s'utilitza àmpliament a la indústria.

### Seleni

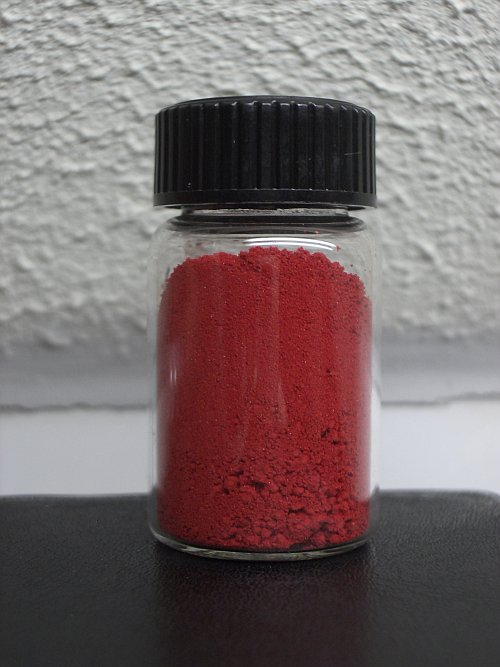
Seleni vermell, al·lòtrop amorf

El seleni, símbol Se, (del terme grec per referir-se a la resplendor de la Lluna) fou descobert el 1817 per Jöns Jacob Berzelius. És molt més rar que l'oxigen o el sofre, i comprèn aproximadament 90 parts per mil milions de l'escorça de la Terra. De vegades es troba sense combinar, acompanyant sofre autòcton, però es troba més sovint en combinació amb metalls pesants (com argent, coure, mercuri o plom) en alguns minerals. La principal font comercial de seleni és el subproducte de la refinació del coure; els seus principals usos són en la fabricació d’equips electrònics, en pigments i en la fabricació de vidre. La forma grisosa i metàl·lica de l'element és la més estable en condicions normals; aquesta forma té la propietat inusual d'augmentar considerablement la conductivitat elèctrica quan s'exposa a la llum. Els compostos de seleni són tòxics per als animals; les plantes cultivades en sòls selenífers poden concentrar l'element i esdevenir verinoses.
El seleni és usat en la producció de vidre, perquè decolora el color verd degut a les impureses de ferro que conté. Afegit al vidre que s'empra en construcció perquè redueix la transmissió de la calor solar. També proporciona un color vermellós al vidre i a la ceràmica. En revestiments de materials, el seleni millora l'aspecte i la durabilitat. S'utilitza en la producció electrolítica de manganès perquè en millora la producció i el rendiment. El selenur de gal·li, indi i coure (CIGS) és un semiconductor utilitzat en la fabricació de la capa fina conductora de les cèl·lules solars flexibles. S'usa com a suplement dietètic per a les persones i els animals, ja que és un element essencial, tot i que en excés és tòxic. S'utilitza com a additiu al cautxú perquè en millora la resistència a l'abrasió. El sulfur de seleni és un ingredient bàsic en els xampús anticaspa, així ajuda al despreniment de la pell seca. Les fotocopiadores i impressores làser tenen un cilindre cobert de seleni que és un element clau en el procés d'impressió.

### Tel·luri

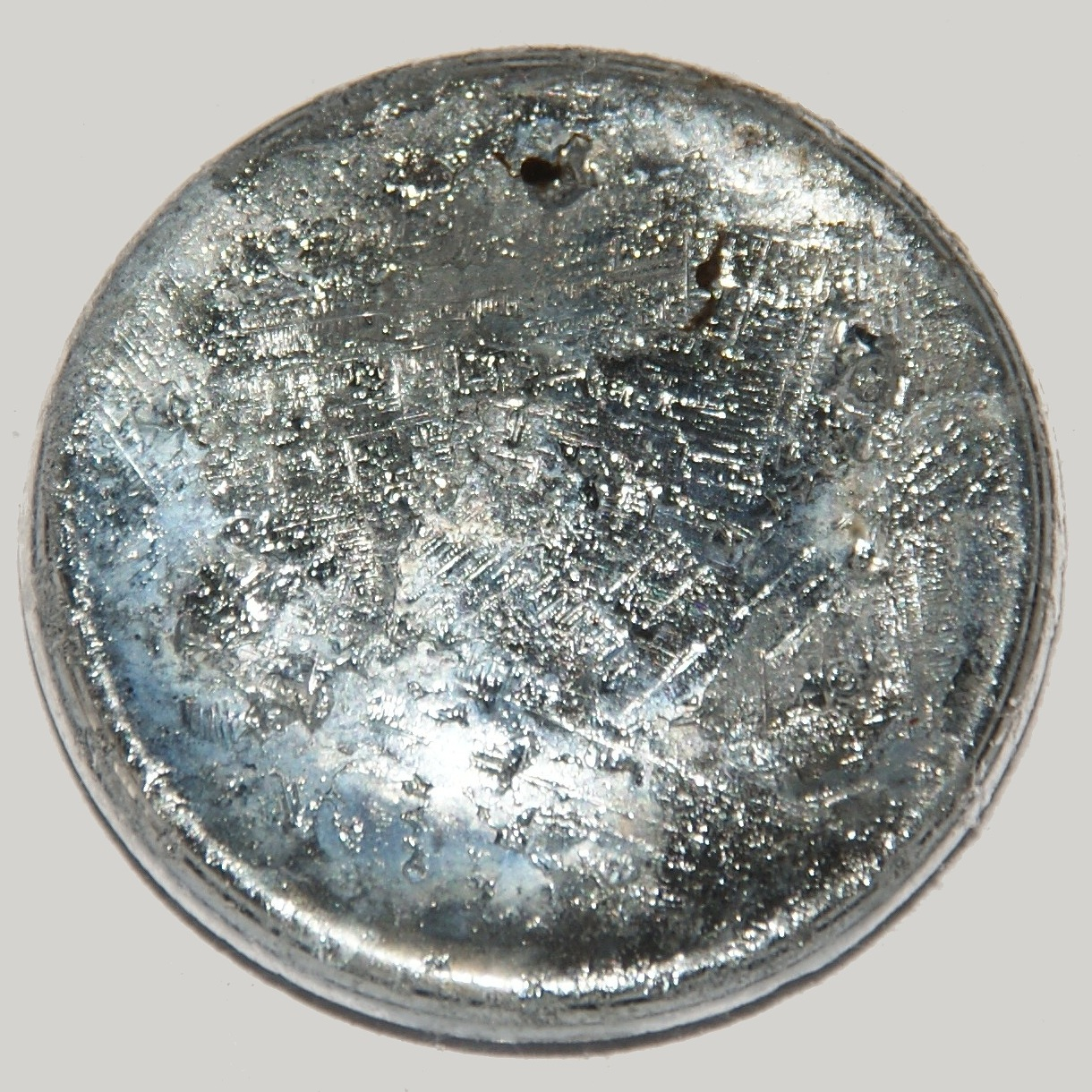
Tel·luri

El tel·luri fou descobert el 1783 per Franz Joseph Müller von Reichenstein (1740-1825) a Sibiu, Romania, aleshores de l'Imperi Austrohongarès. El tel·luri és un element blanc platejat (símbol Te) amb propietats intermèdies entre les dels metalls i els no metàl·lics; constitueix aproximadament una part per mil milions de l'escorça terrestre. Igual que el seleni, es troba menys combinat que com a compostos de metalls com el coure, el plom, l'argent o l’or, i s'obté principalment com a subproducte de la refinació del coure o del plom.

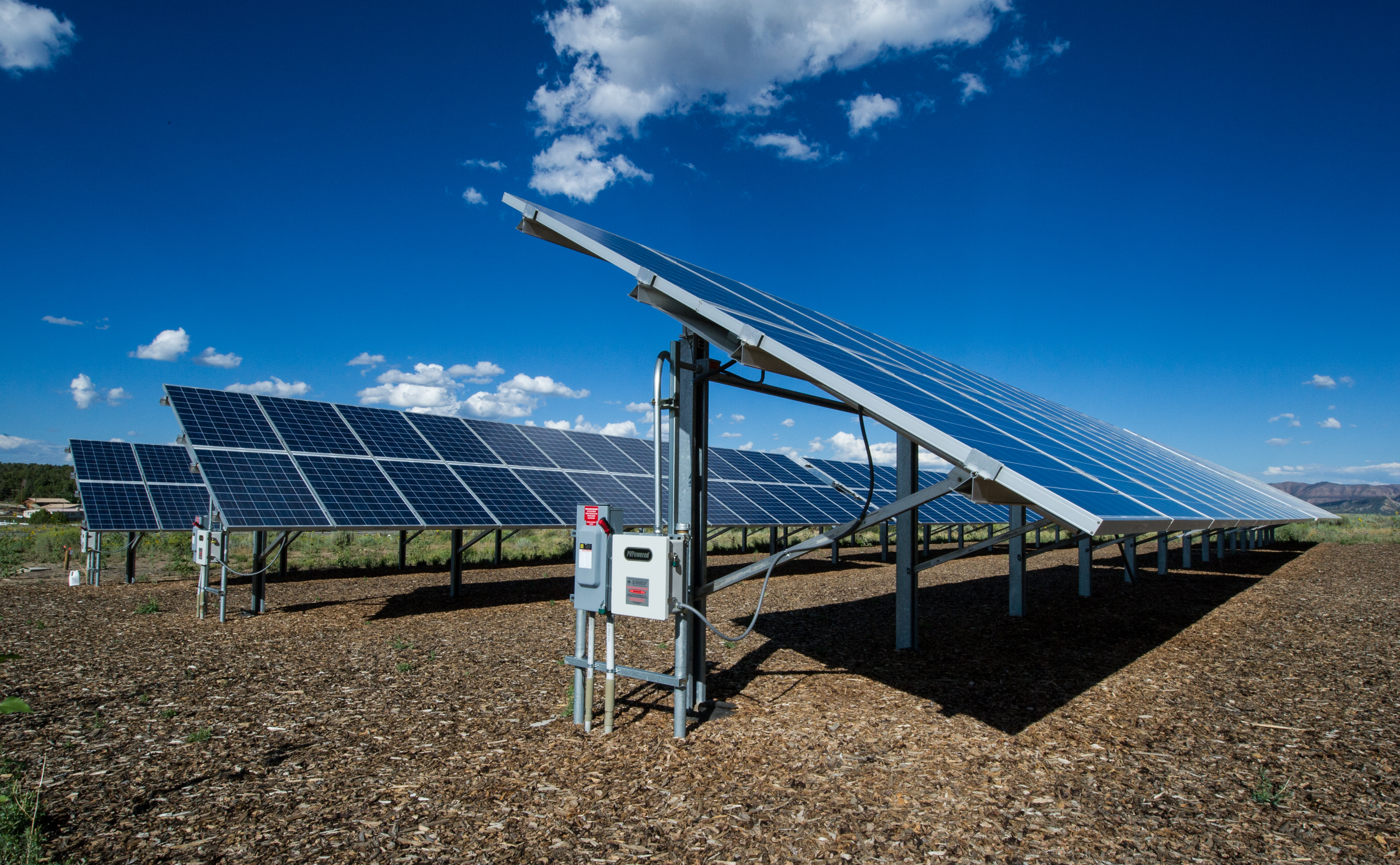
Panells solars

L'ús principal del tel·luri és la seva addició a l'acer per a millorar-ne les propietats mecàniques, en els aliatges de coure millora la maquinabilitat sense perdre conductivitat elèctrica i, afegit al plom, en millora la duresa i n'incrementa la resistència als àcids. També s'utilitza com a catalitzador en la producció de fibres sintètiques i en la producció de pneumàtics per a accelerar el procés de vulcanització del cautxú. Cada vegada més s'empra en la fabricació de cèl·lules solars de cadmi i tel·luri. El tel·lurur de cadmi i zinc s'utilitza en detectors en tomografia per emissió de positrons, PET; el tel·lurur de cadmi i manganès s'utilitza com a semiconductor sensible a la radiació infraroja. L'òxid de tel·luri s'usa en la preparació de la superfície regravable dels DVD i Blu-ray. El tel·lurur de bismut és un dels compostos clau de les plaques Peltier, que produeixen fred o calor com a conseqüència del pas d'un corrent elèctric a través de la junció de dos metalls, aliatges o semiconductors (efecte Peltier).

### Poloni

Generació natural de poloni 212 a partir de la desintegració de bismut 212 en la sèrie del tori

El poloni fou descobert el 1898 per Pierre i Marie Curie a la pechblenda de Jáchymov, una varietat del mineral uraninita i anomenat en honor a la pàtria de Marie Curie. És present a la natura com a producte de la desintegració de l'urani i del tori. El poloni (símbol Po) és un element radioactiu extremadament rar. Té algunes aplicacions científiques com a font de radiació alfa.
No hi ha gaires aplicacions del poloni. Potser la més important és el seu ús com a font de partícules alfa i, combinat amb el beril·li, de neutrons d'alta energia per a recerca.{\displaystyle {\ce {_84^210Po -> _82^206Pb + \alpha}}}{\displaystyle {\ce {^9_4Be + \alpha -> ^12_6C + ^1_0n}}}També s'empra per a calibrar aparells de detecció de radiació. També s'empra per eliminar l'electricitat estàtica en alguns processos industrials, com ara en el desplegament de paper, filferro o xapa metàl·lica en fàbriques. El poloni també s'utilitza de vegades en "raspalls" per eliminar la pols de les pel·lícules fotogràfiques i en la fabricació de bugies que fan que els sistemes d'encesa dels automòbils siguin més eficients, sobretot en temperatures extremadament fredes. També es pot utilitzar com a font d’energia portàtil de baix nivell i, atès que el poloni és fissible, s'utilitza en armes nuclears i plantes nuclears.
El poloni és aproximadament 2,5 x 1011 vegades més tòxic que l'àcid cianhídric, i s'ha trobat al tabac com a contaminant. El poloni 210 emet partícules alfa amb l'energia 5,3 MeV. Té una activitat gamma molt petita amb quàntums d’energia 0,803 MeV amb una emissió per cada 100 000 d'una d'alfa. El seu període de semidesintegració és de 138,4 dies i l’activitat específica de 166 TBq/g. La dosi absorbida per Bq és molt elevada, 2,5 x 107 Sv/Bq, només superada pel radi 226. Aquesta característica, l'activitat alfa dominant, juntament amb un període de semidesintegració relativament curt, fa que sigui una substància apropiada per emprar-la com intoxicant i per atacs terroristes.

## Propietats
Com és el cas de tots els grups de la taula periòdica, l'element més lleuger —el de menor nombre atòmic— té propietats extremes o exagerades. L'oxigen, a causa de la petita mida del seu àtom, del petit nombre d'electrons que hi ha a la seva capa inferior i del gran nombre de protons del nucli en relació amb el radi atòmic, té propietats diferents de les del sofre i de la resta de calcògens. Aquests elements es comporten de manera periòdica i raonablement previsible.

### Ionització
Els elements del grup 16 de la taula periòdica es caracteritzen per configuracions electròniques ns² np4, amb sis electrons a la capa més externa, la de valència. Un àtom amb aquesta estructura electrònica tendeix a formar una capa estable de vuit electrons afegint-ne dos més, produint un anió que té dues càrregues negatives. Per exemple amb el sofre:
{\displaystyle {\ce {S + 2 e- -> S^2-}}}

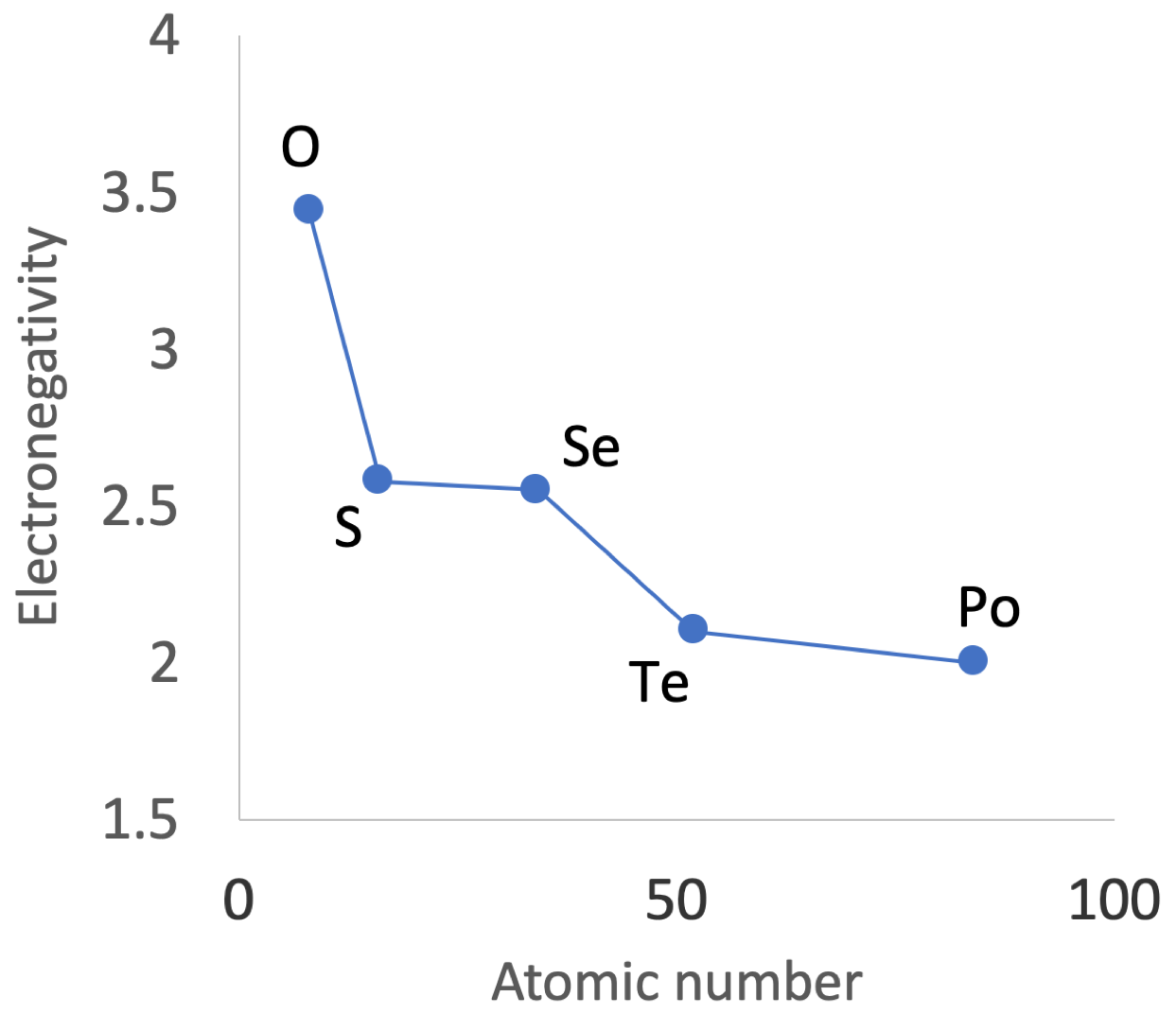
Electronegativitats del calcògens en funció del nombre atòmic

Aquesta tendència a formar anions, típics d’elements no metàl·lics, s'expressa quantitativament en les propietats de l'electronegativitat i l'afinitat electrònica. Ambdues propietats disminueixen en intensitat a mesura que els elements augmenten en nombre atòmic i en massa, davallant a la columna de la taula periòdica. L’oxigen té, excepte el fluor, la més alta electronegativitat (χO = 3,61 en l'escala de Pauling) i afinitat electrònica de qualsevol element; els valors d'aquestes propietats disminueixen bruscament per a la resta de membres del grup en la mesura que el tel·luri i el poloni es consideren predominantment de naturalesa metàl·lica, tendint a perdre en lloc de guanyar electrons en formació de compostos.

### Estats d'oxidació
Tot i que fins i tot el poloni presenta l'estat d’oxidació –2 en formar alguns compostos binaris del tipus {\displaystyle {\ce {MPo}}} (en què {\displaystyle {\ce {M}}} és un metall), els calcògens més pesats no formen l'estat negatiu fàcilment, afavorint estats positius com +2 i +4. Tots els elements del grup, excepte l’oxigen, poden assumir estats d’oxidació positius, predominant els valors parells, però el valor més alt, +6, no és molt estable per als membres més pesats. Quan s'aconsegueix aquest estat, hi ha una forta força motriu perquè l’àtom torni a un estat inferior, sovint a la forma elemental. Aquesta tendència fa que els compostos que contenen Se(VI) i Te(VI) siguin agents oxidants més potents que els compostos S(VI). Per contra, els sulfurs, selenurs i tel·lururs, en què l'estat d’oxidació és –2, són forts agents reductors, fàcilment oxidables fins als elements lliures.
Ni el sofre ni el seleni, i segurament no l’oxigen, formen enllaços purament iònics a un àtom no metàl·lic. El tel·luri i el poloni formen alguns compostos una mica iònics, com ara el sulfat de tel·luri(IV), {\displaystyle {\ce {Te(SO4)2}}} i el sulfat de poloni(II), {\displaystyle {\ce {PoSO4}}}.
Una altra característica dels elements dels calcògens que és paral·lela a les tendències generalment mostrades a les columnes de la taula periòdica és l’augment de l'estabilitat de les molècules que tenen la composició {\displaystyle {\ce {X(OH)_{n}}}} a mesura que augmenta la mida de l’àtom central, {\displaystyle {\ce {X}}}. No hi ha cap compost {\displaystyle {\ce {HO-O-OH}}}, en què l'àtom central d'oxigen tingui un estat d'oxidació positiu, condició que resisteix. El compost de sofre anàleg {\displaystyle {\ce {HO-S-OH}}}, tot i que no es coneix en estat pur, té alguns derivats estables en forma de sals metàl·liques, els sulfoxilats. Tampoc existeixen compostos més altament hidroxilats de sofre, {\displaystyle {\ce {S(OH)4}}} i {\displaystyle {\ce {S(OH)6}}}, no per la resistència del sofre a un estat d’oxidació positiu, sinó per l’alta densitat de càrrega de S(IV) i S(VI) (el gran nombre de càrregues positives en relació amb el petit diàmetre de l’àtom), que repel·leixen els àtoms d’hidrogen electropositius, i l’amuntegament que assisteix a l'enllaç covalent de sis àtoms d’oxigen amb sofre, afavorint la pèrdua d’aigua:
{\displaystyle {\ce {S(OH)6 -> (HO)2SO2 + H2O}}}
A mesura que augmenta la mida de l'àtom del calcogen, augmenta l'estabilitat dels compostos hidroxilats, i així existeix l'àcid ortotel·lúric, {\displaystyle {\ce {Te(OH)6}}}.

### Encadenament

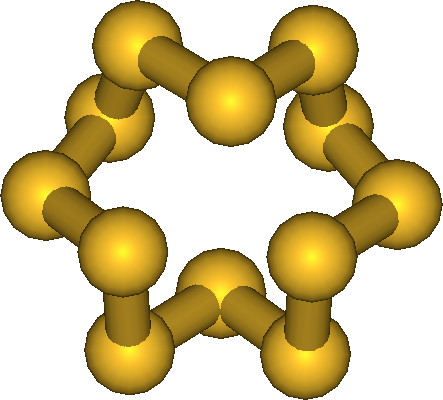
Ciclododecasofre S12

Una de les propietats més inusuals d’aquesta família d’elements és la de l'encadenament o la unió d’un àtom amb un altre àtom idèntic. Tot i que l'oxigen només mostra aquesta propietat en l'existència d'ozó {\displaystyle {\ce {O3}}}, el sofre és el segon, després del carboni, en mostrar aquesta capacitat de combinació; els calcògens més enllà del sofre la mostren en grau decreixent, el poloni no té tendència a encadenar-se. Aquest tipus d’enllaç es troba en molts sistemes d’anells de sofre i seleni, així com en llargues estructures de cadena en ziga-zaga. L'encadenament també es produeix en els sulfans i els polisulfurs metàl·lics, compostos que tenen les fórmules {\displaystyle {\ce {H2S_{x}}}} i {\displaystyle {\ce {M2S_{x}}}}, en què {\displaystyle {\ce {x}}} pot prendre els valors de 2, 3, 4 o més, i {\displaystyle {\ce {M}}} representa un catió metàl·lic. En comparar l'encadenament d’àtoms de sofre amb la dels àtoms de carboni, es pot observar que el nombre d’espècies moleculars que tenen estructures {\displaystyle {\ce {(-S-)_{x}}}} és molt gran, igual que el dels hidrocarburs anàlegs {\displaystyle {\ce {(-CH2-)_{x}}}}. L'analogia entre molècules que contenen anells d'àtoms de sofre i hidrocarburs cíclics és limitada perquè només {\displaystyle {\ce {S6}}} i {\displaystyle {\ce {S8}}} tenen l'estabilitat suficient per permetre fer una comparació adequada. La semblança general s'estén a les molècules de la forma {\displaystyle {\ce {Z(-S-)_{x}Z}}} i {\displaystyle {\ce {Z (-CH2-)_{x}Z}}}, que es representen mitjançant compostos en què {\displaystyle {\ce {Z}}} és {\displaystyle {\ce {H}}}, {\displaystyle {\ce {SO3H}}} i {\displaystyle {\ce {CF3}}}.

### Composts

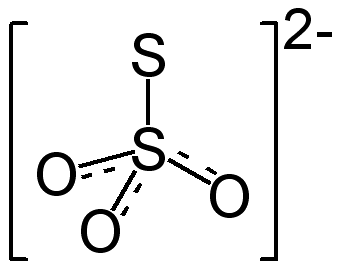
Estructura de l'anió tiosulfat S2O3^2-on un oxigen de l'anió sulfat SO4^2- s'ha substituït per un sofre

Els enllaços covalents entre els àtoms de sofre tenen un caràcter d’enllaços múltiples, és a dir, es comparteixen més d’un parell d’electrons, almenys fins a cert punt. Aquestes interaccions poden implicar la superposició d’orbitals p d’un àtom de sofre amb orbitals d d’un altre. Tot i que no tots els investigadors coincideixen pel que fa a la participació orbital d en l'enllaç dels compostos de sofre, l’ocupació parcial d’aquests orbitals és coherent amb certes propietats com els colors de les molècules {\displaystyle {\ce {S8}}} i {\displaystyle {\ce {S2}}}, la rigidesa de les cadenes i els anells dels àtoms de sofre, i altres característiques de la química dels compostos de sofre.
Les similituds de sofre i oxigen s'exhibeixen en certs compostos en què aquests elements s'intercanvien entre si. Els exemples inclouen sulfats i tiosulfats (com el sulfat de sodi {\displaystyle {\ce {Na2SO4}}} i el tiosulfat de sodi {\displaystyle {\ce {Na2S2O3}}}), fosfats i tiofosfats (que contenen els ions {\displaystyle {\ce {PO4^3-}}}, {\displaystyle {\ce {PO3S3-}}}, {\displaystyle {\ce {PO2S2^3-}}}, {\displaystyle {\ce {POS3^3-}}} i {\displaystyle {\ce {PS4^3-}}}), i una sèrie similar d'arsenats i tioarsenats. El nombre d’àtoms als quals un element del grup 16 pot formar enllaços covalents augmenta d’oxigen a sofre. Un àtom d’oxigen sol combinar-se amb dos altres àtoms, com en els compostos aigua ({\displaystyle {\ce {H2O}}}), fluorur d’oxigen ({\displaystyle {\ce {OF2}}}) o èter dimetílic ({\displaystyle {\ce {H3C-O-CH3}}}); els parells d'electrons no compartits i la càrrega negativa parcial de l'àtom d'oxigen en la majoria d'aquests compostos permeten unir-se a un altre àtom, com en l'ió oxidani o l'ió trimetiloxoni.

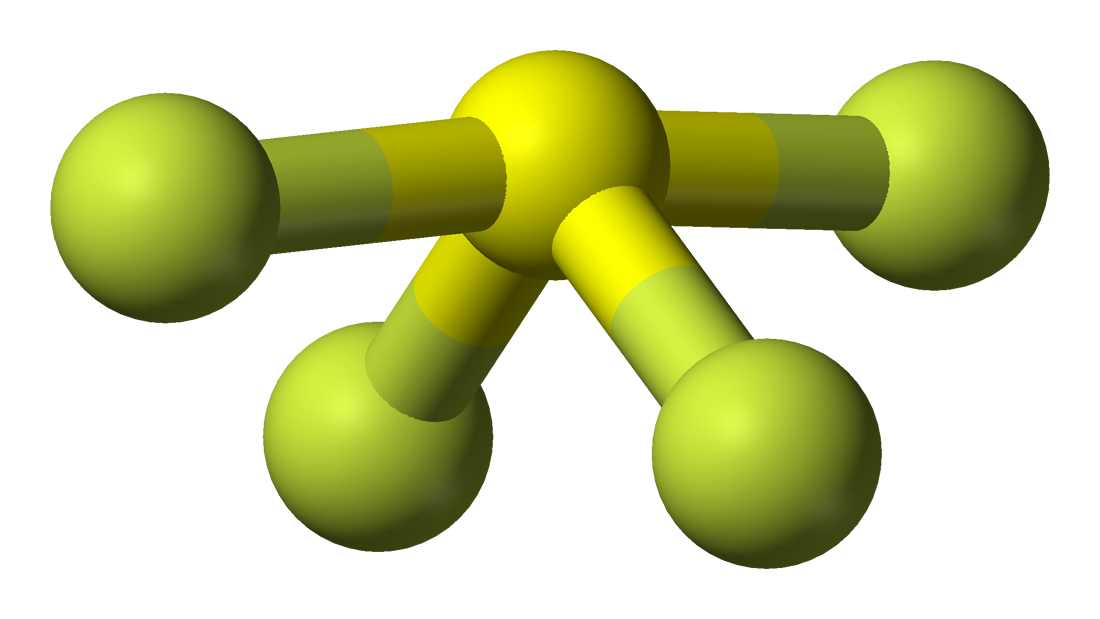
Estructura del tetrafluorur de sofre SF4

Els minerals de metalls pesants sovint es troben tant en sulfurs, {\displaystyle {\ce {MS}}}, com en selenurs, {\displaystyle {\ce {MSe}}}, o fins i tot amb estructures {\displaystyle {\ce {MS_{x}Se_{y}}}}. La similitud tant en les estructures com en les propietats explica que els calcògens es trobin junts a la natura. Els membres més pesats del grup s'associen o es coordinen amb altres àtoms o grups d’àtoms en xifres proporcionals a la mida tant del calcogen com del grup coordinador. Així, el tetrafluorur de sofre ({\displaystyle {\ce {SF4}}}) i l'hexafluorur de sofre ({\displaystyle {\ce {SF6}}}) són compostos estables, tot i que l’hexaiodur de sofre ({\displaystyle {\ce {SI6}}}) no es coneix a causa de la mida molt gran de l’àtom de iode. Una propietat estretament relacionada és la de la formació de complexos aniònics: hi ha poques proves sobre l’ió {\displaystyle {\ce {SF6^2-}}}, però hi ha ions com {\displaystyle {\ce {TeCl6^2-}}}, {\displaystyle {\ce {TeF6^2-}}} i {\displaystyle {\ce {PoI6^2-}}}.

## Aplicacions

### Sofre

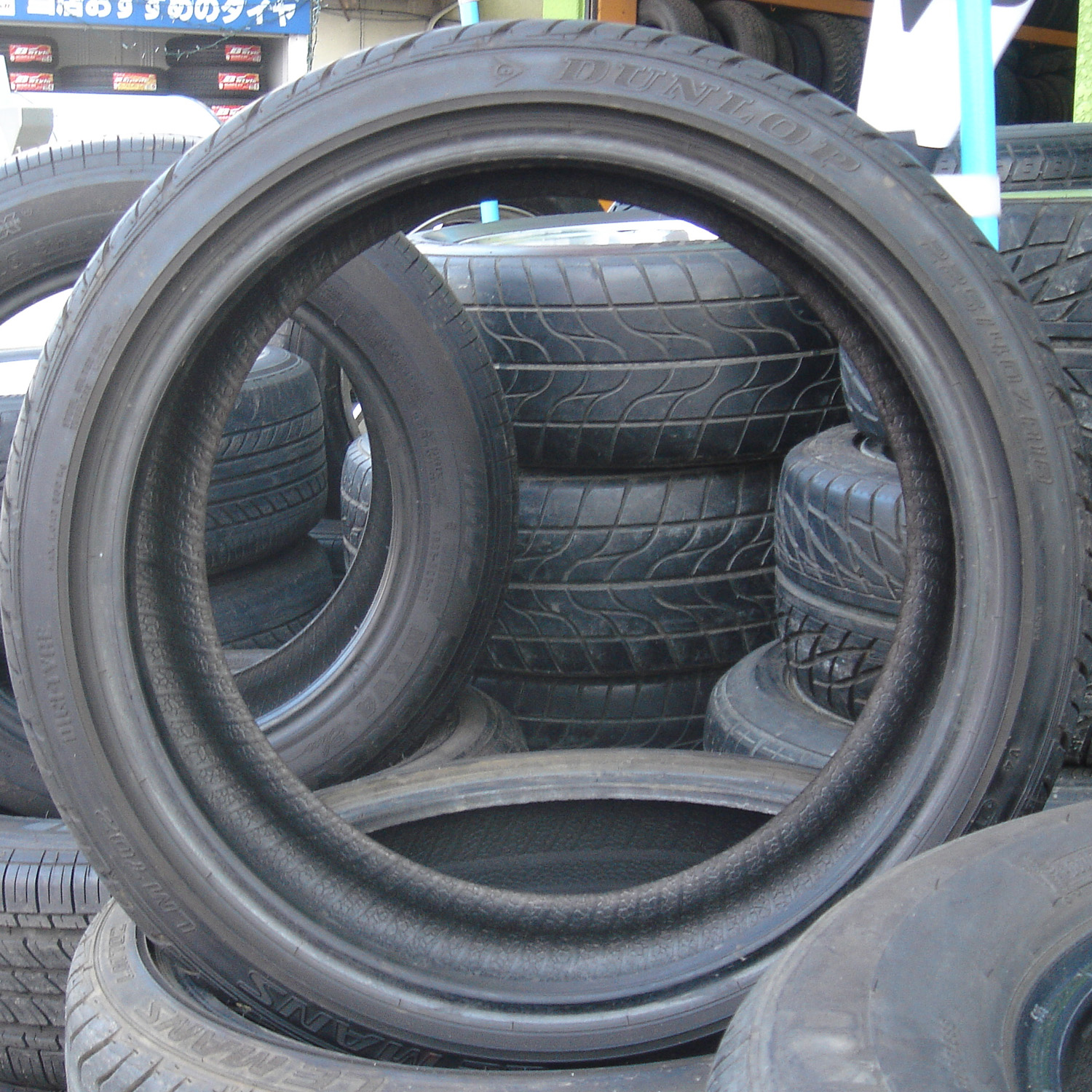
Pneumàtics fabricats amb cautxú vulcanitzat.

El sofre s'usa principalment per a fabricar àcid sulfúric, que, al seu torn, s'empra en la refinació del petroli, per a fabricar pigments, etc. També és un component dels fertilitzants, ja que és un dels principals nutrients essencials per al creixement vegetal i per a ajustar l'acidesa dels sòls. És un dels fungicides i pesticides més utilitzats en conreus de fruita i verdura. També s'utilitza com a conservant del vi cremant una tira de sofre (lluquet) dins la bóta. S'utilitza en la fabricació de paper i com a agent blanquejant. En la producció de pneumàtics s'utilitza en la vulcanització del cautxú, procés que escalfa el cautxú en presència de sofre per a fer-lo més dur i resistent. El sofre és un component de la pólvora negra.

### Seleni
El seleni és usat en la producció de vidre, perquè decolora el color verd produït per les impureses de ferro que aquest conté. Afegit al vidre que s'empra en construcció, redueix la transmissió de la calor solar. També proporciona un color vermellós al vidre i a la ceràmica. En revestiments de materials, el seleni millora l'aspecte i la durabilitat. També s'utilitza en la producció electrolítica de manganès perquè en millora la producció i el rendiment. El selenur de gal·li, indi i coure {\displaystyle {\ce {CuIn_{1-x}Ga_{x}Se2}}}, conegut com a CIGS, és un semiconductor utilitzat en la fabricació de la capa fina conductora de les cèl·lules solars flexibles, per tant resulta una alternativa eficaç al silici cristal·lí. El seleni s'usa com a suplement dietètic per a les persones i els animals, ja que és un element essencial, tot i que en excés és tòxic. S'utilitza com a additiu al cautxú perquè en millora la resistència a l'abrasió. El sulfur de seleni {\displaystyle {\ce {SeS}}} és un ingredient bàsic en els xampús anticaspa, així ajuda al despreniment de la pell seca. Les fotocopiadores i impressores làser tenen un cilindre cobert de seleni que és un element clau en el procés d'impressió.

### Tel·luri
L'ús principal del tel·luri és la seva addició a l'acer per a millorar-ne les propietats mecàniques, com són la duresa i la resistència a la corrosió. També s'usa com a additiu en els aliatges de coure perquè millora la maquinabilitat sense perdre conductivitat elèctrica. Afegit al plom, en millora la duresa i n'incrementa la resistència als àcids. El tel·luri és un catalitzador usat en la producció de fibra sintètica. També s'utilitza en la producció de pneumàtics per a accelerar el procés de vulcanització del cautxú, procés pel qual s'escalfa el cautxú en presència de tel·luri, en substitució del sofre o del seleni, i se'l fa més dur i resistent. El tel·luri s'utilitza cada vegada més en la fabricació de cèl·lules solars de cadmi i tel·luri. El tel·lurur de cadmi i zinc {\displaystyle {\ce {CdZnTe}}}, conegut com CZT, s'utilitza en detectors de raigs gamma per a la medicina (en tomografia per emissió de positrons, PET) i la indústria; el tel·lurur de cadmi i manganès s'utilitza com a semiconductor sensible als infrarojos. L'òxid de tel·luri(IV) {\displaystyle {\ce {TeO2}}} s'usa en la preparació de la superfície regravable dels DVD i Blu-ray. El tel·lurur de bismut {\displaystyle {\ce {Bi2Te3}}} és un dels compostos clau de les plaques Peltier, que produeixen fred o calor com a conseqüència del pas d'un corrent elèctric a través de la junció de dos metalls, aliatges o semiconductors (efecte Peltier).